# Stazione di Tennōzu Isle
La stazione di Tennōzu Isle (天王洲アイル駅?, Tennōzu Airu-eki) è una stazione ferroviaria di Tokyo nel quartiere di Shinagawa ed è servita dalle linee private Rinkai e monorotaia di Tokyo.

## Storia
La stazione fu aperta nel 1992 come stazione della monorotaia di Tokyo, mentre la linea Rinkai arrivò, in sotterraneo, nel 2001.

## Linee

### Treni
TWR
● Linea Rinkai

### Monorotaia
Tokyo Monorail Co., Ltd.
● Monorotaia di Tokyo

## Struttura
La stazione è costituita da due aree distinte, una in viadotto, per la monorotaia di Tokyo, l'altra in sotterraneo, per la linea Rinkai. L'interscambio rende necessario uscire in superficie e passare attraverso i varchi di accesso.

### Stazione Rinkai
La stazione della linea Rinkai si trova in sotterraneo, con il mezzanino al primo piano sotterraneo e i 2 binari, con banchina a isola centrale, al terzo piano sotterraneo.
| 1 | ● Linea Rinkai | per Ōsaki, Shinjuku e Ōmiya (via linea Saikyō) |
| 2 | ● Linea Rinkai | per Kokusai-Tenjijō e Shin-Kiba                |

### Stazione della monorotaia
La stazione della monorotaia è costituita da due banchine laterali con due binari centrali su viadotto.
| Binario est   | ● Monorotaia di Tokyo | per Ryūtsū Center, Aeroporto Haneda Terminal 1 e Aeroporto Haneda Terminal 2 |
| Binario ovest | ● Monorotaia di Tokyo | per Hamamatsuchō                                                             |

## Stazioni adiacenti
| «                           | Servizio            | »                   |
| Monorotaia di Tokyo         | Monorotaia di Tokyo | Monorotaia di Tokyo |
| --------------------------- | ------------------- | ------------------- |
| Hamamatsuchō                | Locale Rapido       | Ōi Keibajō-mae      |
| Lo Haneda Express non ferma |                     |                     |
| Linea Rinkai                |                     |                     |
| Tokyo Teleport              | Locale              | Shinagawa Seaside   |